# Шурх, Теодор
Теодор Уильям Джон Шурх (5 мая 1918 — 4 января 1946) — британо-швейцарский солдат, казненный за измену после окончания Второй мировой войны. Он был последним человеком, казненным в Великобритании не за убийство.

## Ранние годы
Родился в лондонской больнице королевы Шарлотты. Отец Шурха, гражданин Швейцарии, постоянно проживал в Англии.
Будучи подростком, Теодор стал членом Британского союза фашистов. 8 июля 1936 года вступил в британскую армию, служил водителем.

## Предательство
В июне 1942 года Шурх был взят в плен немецким Африканским корпусом в Тобруке в ходе североафриканской кампании. Вскоре после этого он начал работать на итальянскую и немецкую разведку, получая сведения от пленных военнослужащих союзнических сил. Пытался войти в доверие начальника находившегося в плену Особой воздушной службы полковника Стирлинга.

## Казнь
Шурх был арестован в Риме в марте 1945 года. Он был признан виновным по всем пунктам обвинения. 9 пунктов из секции 1 закона 1940 года о предательстве и один пункт за дезертирство. Его адвокатом был Александр Брэндс.
Теодор Шурх был повешен в тюрьме Её Величества Пентонвилл 4 января 1946 года в возрасте 27 лет. Его казнь была проведена Альбертом Пиррпойнтом. Шурх был единственным британским солдатом, казненным за предательство во Второй мировой войне.